# Descloizita
La descloizita, también llamada ramarita, es un mineral vanadato de cinc y plomo, por lo tanto de la clase 8 de los minerales fosfatos. Fue descubierto en 1854 en la Sierra de Córdoba (Argentina), siendo nombrado así en honor de Alfred Des Cloizeaux (1817-1897), mineralogista francés que primero lo describió.

## Hábito
Los cristales pueden ser piramidales o prismáticos, más raramente tabulares o prismáticos cortos. Es muy común que las caras de los cristales sean desiguales o ásperas, con frecuentes crecimientos subparalelos. Forma comúnmente costras en drusa de cristales con intercrecimiento; también puede aparecer como estalactita o masiva con una estructura fibrosa gruesa y superficies mamelares o boroidales. A veces masivo granular.

## Características químicas
Pertenece al llamado "grupo de la adelita-descroizita". La descloizita es el análogo con cinc de la mottramita (PbCuVO4(OH)), así como el análogo con vanadato de la arsenodescloizita (PbZnAsO4(OH)). Con la mottramita forma una serie de solución sólida sustituyendo gradualmente el cinc por cobre. Es muy frecuente que la descloizita no sea pura sino que lleve impurezas de cobre.

## Formación y yacimientos
Es un mineral secundario que aparece a menudo en las zonas de oxidación de yacimientos de metales básicos, sobre todo en depósitos de otros minerales de vanadio.
Otros minerales a los que aparece con frecuencia asociado: carintita, vanadinita, piromorfita, mottramita, mimetita o cerusita.